# Колесникова Світлана Григорівна
Світлана Григорівна Колесникова (нар. 27 лютого 1937, село Олександрівка, тепер Широківського району Дніпропетровської області) — українська радянська діячка, лікар, дільничний лікар Донецької міської дитячої лікарні № 1. Депутат Верховної Ради УРСР 9—10-го скликань.

## Біографія
Освіта вища. Закінчила Донецький медичний інститут.
З 1960 року — дільничний лікар-педіатр Донецької лікарні № 26, лікар-педіатр дитячої поліклініки Донецької міської лікарні № 18, з 1964 року — дільничний лікар Донецької міської дитячої лікарні № 1.
Потім — на пенсії в місті Донецьку.

## Нагороди
- ордени
- медалі